# 6. Akademickie Brydżowe Mistrzostwa Świata

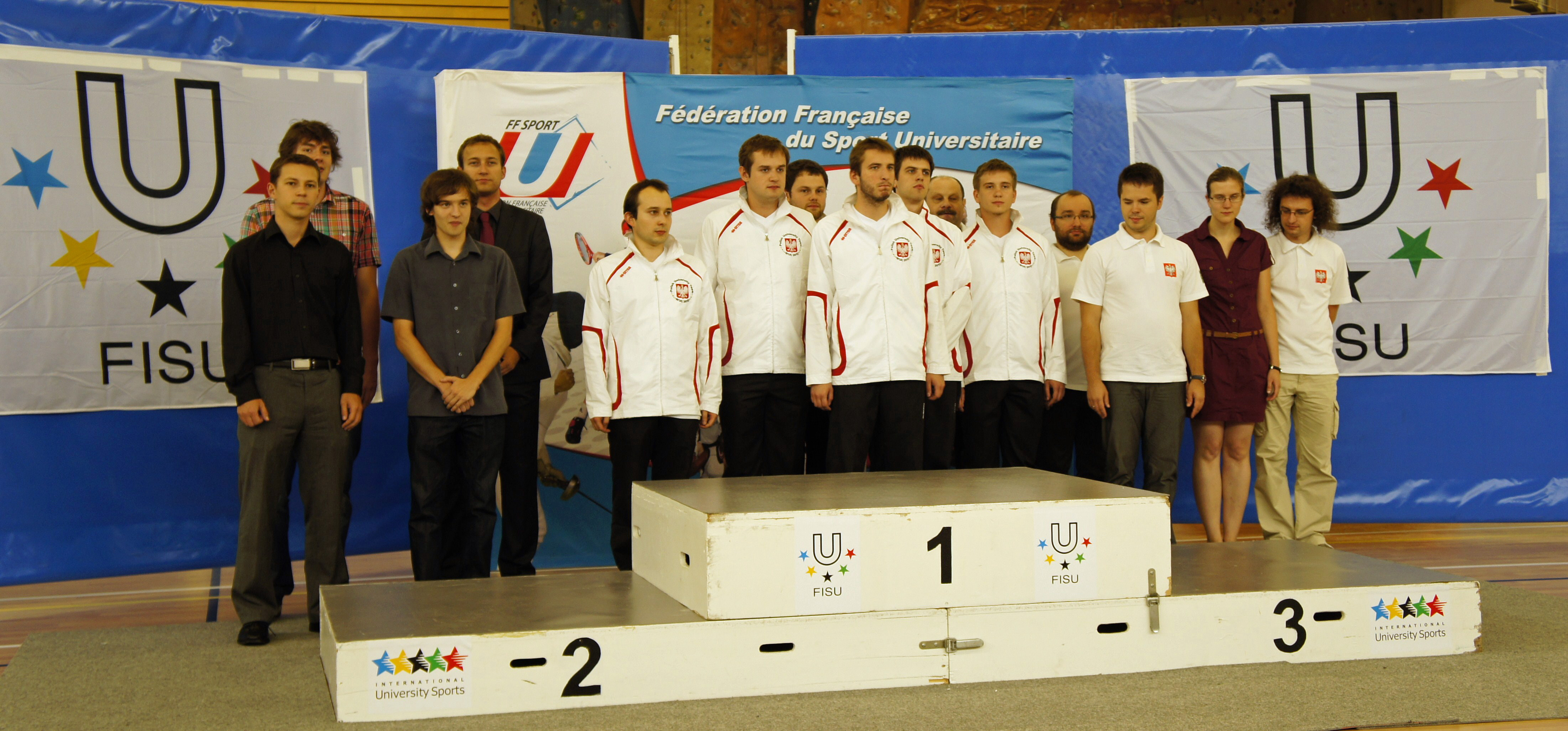
Podium 2012: 1 Polska, 2 Czechy, 3 Polska

6. Akademickie Brydżowe Mistrzostwa Świata (6th World University Bridge Championship) – mistrzostwa świata zespołów akademickich w brydżu sportowym, które odbyły się w okresie 10-15 lipca 2012 roku w Reims (Francja). Była to 6 edycja tych mistrzostw.
Zwycięzcami zawodów zostały drużyna „Polska 1” w składzie: Maciej Bielawski, Bartłomiej Igła, Paweł Jassem, Jakub Wojcieszek, Piotr Tuczyński oraz Piotr Zatorski.

## Poprzednie zawody tego cyklu
Akademickie mistrzostwa świata teamów w brydżu sportowym (World University Team Championship) rozgrywane są pod patronatem FISU (Fédération Internationale du Sport Universitaire) od roku 2000 co dwa lata, w latach parzystych.
Poniższa tabela pokazuje medalistów poprzedniej edycji tych zawodów w Kaohsiung (Tajwan):

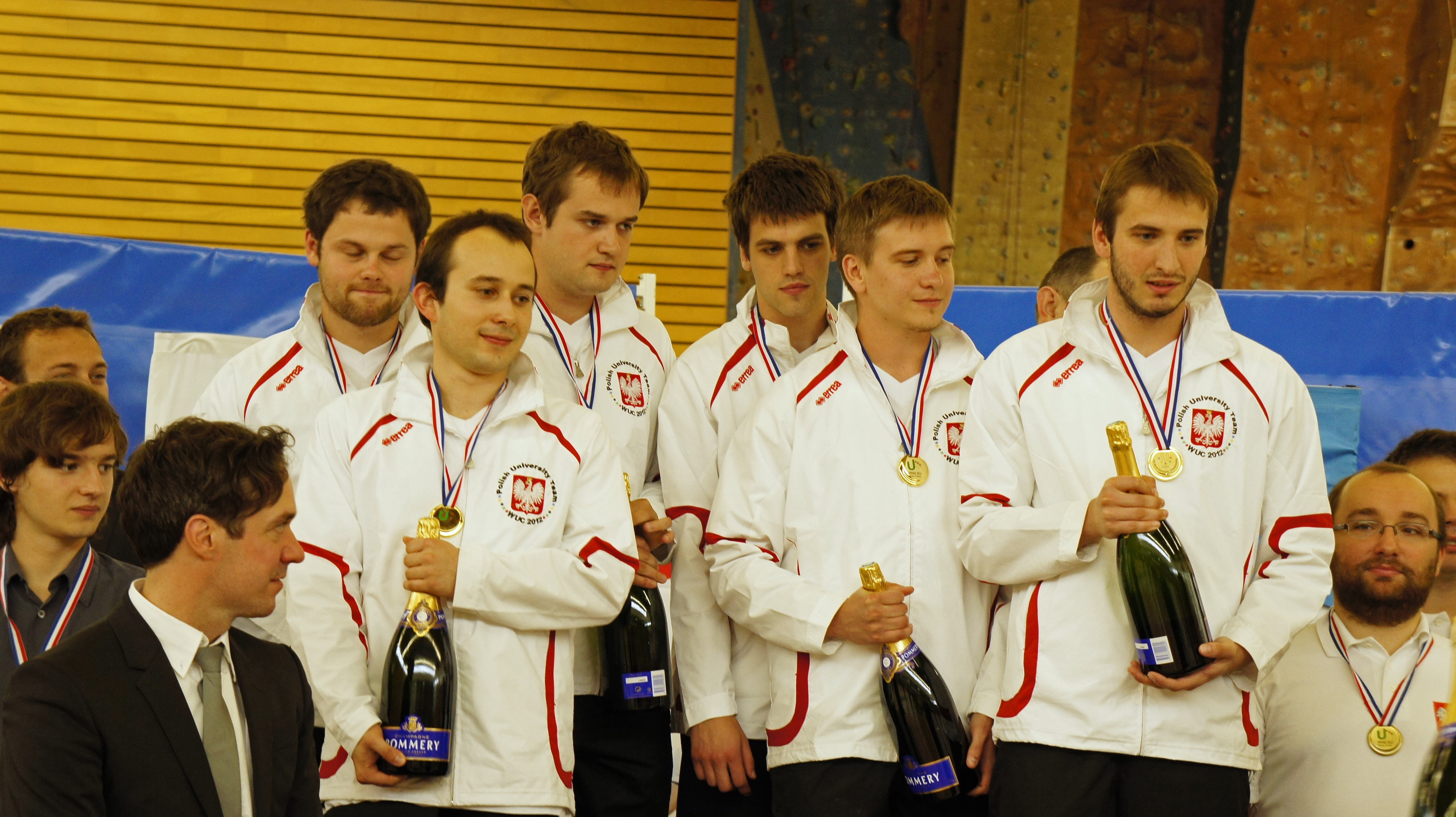
Złoci medaliści 2012: Polska 1

| 5. Akademickie Brydżowe Mistrzostwa Świata, Kaohsiung (Tajwan). Miejsca medalowe | 5. Akademickie Brydżowe Mistrzostwa Świata, Kaohsiung (Tajwan). Miejsca medalowe | 5. Akademickie Brydżowe Mistrzostwa Świata, Kaohsiung (Tajwan). Miejsca medalowe | 5. Akademickie Brydżowe Mistrzostwa Świata, Kaohsiung (Tajwan). Miejsca medalowe                          |
| M                                                                                | F                                                                                | Kraj                                                                             | Skład |
| -------------------------------------------------------------------------------- | -------------------------------------------------------------------------------- | -------------------------------------------------------------------------------- | --- |
| 1                                                                                | Polska                                                                           | Polska                                                                           | Wojciech Gaweł, Jacek Kalita, Michał Nowosadzki, Jan Sikora, Piotr Wiankowski, Piotr Zatorski             |
| 2                                                                                | Francja                                                                          | Francja                                                                          | Thibault Coudert, Christophe Grosset, Alexandre Kilani, Aymeric Lebatteux, Cédric Lorenzini, Simon Poulat |
| 3                                                                                | Izrael                                                                           | Izrael                                                                           | Eran Assaraf, Ori Assaraf, Gilad Ofir, Ron Schwartz                                                       |

## Formuła zawodów
Zawody odbywały się zgodnie z regulaminami WBF i FISU:
- wszyscy zawodnicy każdej z drużyn musieli być delegowani przez Federację i być członkami tej Federacji;
- każda Federacja mogła delegować 2 drużyny a gospodarze mogli mieć 3 drużyny;
- wszyscy zawodnicy musieli być urodzeni między 1 stycznia 1984 a 31 grudnia 1994;
- wszyscy zawodnicy musieli w roku 2012 być studentami, choć zawodnicy jednej drużyny niekoniecznie musieli być z tej samej uczelni;
- zawody były rozgrywane w ten sposób, że wszystkie drużyny rozgrywały między sobą 16-rozdaniowe mecze przeliczane na VP w skali 0–25. Za mecze bez pary drużyny otrzymywały 17 VP.

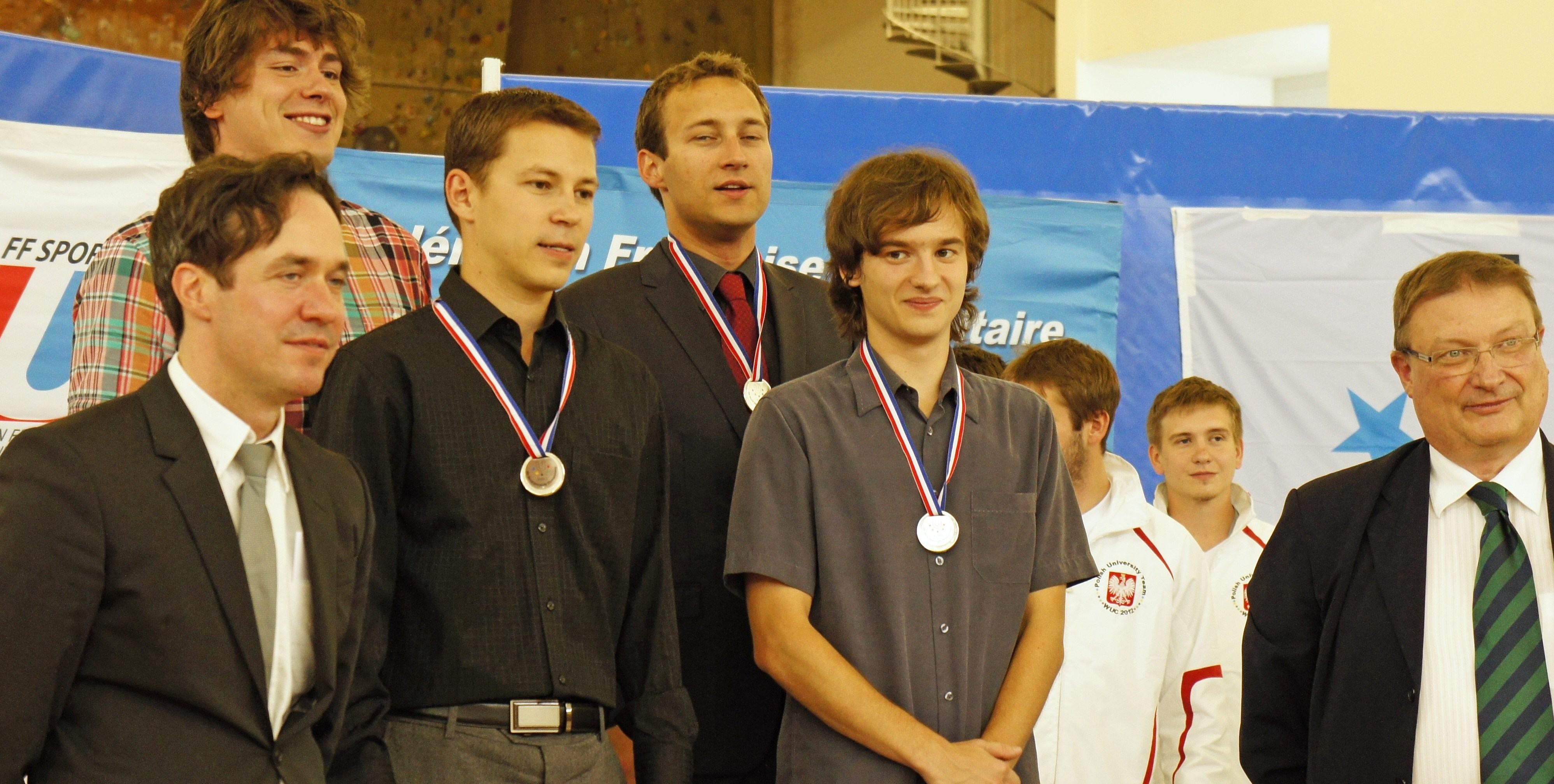
Srebrni medaliści 2012: Czechy

## Uczestnicy zawodów
W zawodach uczestniczyło 17 drużyn z 3 kontynentów.
Na zawody przybyło 18 drużyn. Drużyna Austrii z powodów formalnych (jeden z 4 zawodników przyjechał z paszportem  włoskim) nie mogła uczestniczyć w zawodach. Na spotkaniu kapitanów drużyn podjęto decyzję, że drużyna Austrii rozegra wszystkie mecze z drużynami niemającymi pary w danej sesji, ale ich wyniki nie będą uwzględniane.
Zespoły z Polski
W zawodach uczestniczyły zespoły z Polski: 
- Polska 1 w składzie: Maciej Bielawski, Bartłomiej Igła, Paweł Jassem, Piotr Tuczyński, Jakub Wojcieszek oraz Piotr Zatorski;
- Polska 2 w składzie: Piotr Butryn, Piotr Nawrocki, Natalia Sakowska oraz Jan Sikora.

## Plan sesji
| Plan sesji oraz wyniki czołowych drużyn | Plan sesji oraz wyniki czołowych drużyn | Plan sesji oraz wyniki czołowych drużyn | Plan sesji oraz wyniki czołowych drużyn | Plan sesji oraz wyniki czołowych drużyn | Plan sesji oraz wyniki czołowych drużyn | Plan sesji oraz wyniki czołowych drużyn | Plan sesji oraz wyniki czołowych drużyn | Plan sesji oraz wyniki czołowych drużyn | Plan sesji oraz wyniki czołowych drużyn | Plan sesji oraz wyniki czołowych drużyn | Plan sesji oraz wyniki czołowych drużyn | Plan sesji oraz wyniki czołowych drużyn | Plan sesji oraz wyniki czołowych drużyn | Plan sesji oraz wyniki czołowych drużyn | Plan sesji oraz wyniki czołowych drużyn | Plan sesji oraz wyniki czołowych drużyn | Plan sesji oraz wyniki czołowych drużyn |
| Dzień                                   | S                                       | Polska 1                                | Polska 1                                | Polska 1                                | Polska 1                                | Polska 1                                | Czechy                                  | Czechy                                  | Czechy                                  | Czechy                                  | Czechy                                  | Polska 2                                | Polska 2                                | Polska 2                                | Polska 2                                | Polska 2                                |                                         |
| Dzień                                   | S                                       | F                                       | Zespół                                  | Wyn                                     | Σ                                       | M                                       | F                                       | Zespół                                  | Wyn                                     | Σ                                       | M                                       | F                                       | Zespół                                  | Wyn                                     | Σ                                       | M                                       |                                         |
| --------------------------------------- | --------------------------------------- | --------------------------------------- | --------------------------------------- | --------------------------------------- | --------------------------------------- | --------------------------------------- | --------------------------------------- | --------------------------------------- | --------------------------------------- | --------------------------------------- | --------------------------------------- | --------------------------------------- | --------------------------------------- | --------------------------------------- | --------------------------------------- | --------------------------------------- | --------------------------------------- |
| 10 wtorek                               | 1                                       | Polska                                  | Polska 2                                | 24:6                                    | 24                                      | 5..6                                    |                                         | Chińskie Tajpej                         | 25:2                                    | 25                                      | 1..4                                    | Polska                                  | Polska 1                                | 4:26                                    | 6                                       | 11..12                                  |                                         |
| 10 wtorek                               | 2                                       | Botswana                                | Botswana                                | 25:0                                    | 49                                      | 2                                       | Tajlandia                               | Tajlandia                               | 25:5                                    | 50                                      | 1                                       | Francja                                 | Francja 2                               | 20:10                                   | 26                                      | 11..12                                  |                                         |
| 10 wtorek                               | 3                                       | Francja                                 | Francja 1                               | 16:14                                   | 65                                      | 3                                       | Austria                                 | Austria                                 | 17                                      | 67                                      | 2                                       | Botswana                                | Botswana                                | 25:0                                    | 51                                      | 7                                       |                                         |
| 11 środa                                | 4                                       | Francja                                 | Francja 3                               | 24:6                                    | 89                                      | 1..2                                    | Turcja                                  | Turcja                                  | 17:13                                   | 84                                      | 3                                       | Francja                                 | Francja 1                               | 22:8                                    | 73                                      | 5                                       |                                         |
| 11 środa                                | 5                                       | Francja                                 | Francja 2                               | 22:8                                    | 111                                     | 1                                       | Niemcy                                  | Niemcy                                  | 16:14:                                  | 100                                     | 2                                       | Francja                                 | Francja 3                               | 25:5                                    | 98                                      | 3                                       |                                         |
| 11 środa                                | 6                                       | Tajlandia                               | Tajlandia                               | 14:16                                   | 125                                     | 1                                       |                                         | Chiny 1                                 | 20:10                                   | 120                                     | 2                                       | Turcja                                  | Turcja                                  | 14:16                                   | 112                                     | 4                                       |                                         |
| 12 czwartek                             | 7                                       | Niemcy                                  | Niemcy                                  | 25:3                                    | 150                                     | 1                                       | Belgia                                  | Belgia                                  | 18:12                                   | 138                                     | 2                                       | Tajlandia                               | Tajlandia                               | 25:2                                    | 137                                     | 3                                       |                                         |
| 12 czwartek                             | 8                                       | Turcja                                  | Turcja                                  | 17:13                                   | 167                                     | 1                                       |                                         | Chiny 2                                 | 21:9                                    | 159                                     | 3                                       | Niemcy                                  | Niemcy                                  | 25:0                                    | 162                                     | 2                                       |                                         |
| 12 czwartek                             | 9                                       |                                         | Chiny 2                                 | 22:8                                    | 189                                     | 1                                       | Chorwacja                               | Chorwacja                               | 23:7                                    | 182                                     | 2                                       |                                         | Chiny 1                                 | 16:14                                   | 178                                     | 3                                       |                                         |
| 12 czwartek                             | 10                                      | Belgia                                  | Belgia                                  | 15:15                                   | 204                                     | 2                                       | Holandia                                | Holandia                                | 24:6                                    | 206                                     | 1                                       |                                         | Chiny 2                                 | 25:2                                    | 203                                     | 3                                       |                                         |
| 13 piatek                               | 11                                      |                                         | Chiny 1                                 | 21:9                                    | 225                                     | 1                                       | Serbia                                  | Serbia                                  | 15:15                                   | 221                                     | 2                                       | Belgia                                  | Belgia                                  | 11:19                                   | 214                                     | 3                                       |                                         |
| 13 piatek                               | 12                                      | Holandia                                | Holandia                                | 23:7                                    | 248                                     | 1                                       | Francja                                 | Francja 1                               | 13:17                                   | 234                                     | 3                                       | Serbia                                  | Serbia                                  | 25:5                                    | 239                                     | 2                                       |                                         |
| 14 sobota                               | 13                                      | Serbia                                  | Serbia                                  | 23:7                                    | 271                                     | 1                                       | Francja                                 | Francja 2                               | 20:10                                   | 254                                     | 3                                       | Chorwacja                               | Chorwacja                               | 25:5                                    | 264                                     | 2                                       |                                         |
| 14 sobota                               | 14                                      | Chorwacja                               | Chorwacja                               | 25:4                                    | 296                                     | 1                                       | Francja                                 | Francja 3                               | 25:0                                    | 279                                     | 3                                       | Holandia                                | Holandia                                | 16:14                                   | 280                                     | 2                                       |                                         |
| 14 sobota                               | 15                                      | Austria                                 | Austria                                 | 17                                      | 313                                     | 1                                       | Polska                                  | Polska 2                                | 18:12                                   | 297                                     | 2                                       | Czechy                                  | Czechy                                  | 12:18                                   | 292                                     | 3                                       |                                         |
| 15 niedziela                            | 16                                      | Czechy                                  | Czechy                                  | 16:14                                   | 329                                     | 1                                       | Polska                                  | Polska 1                                | 14:16                                   | 311                                     | 3                                       |                                         | Chińskie Tajpej                         | 25:5                                    | 317'                                    | 2                                       |                                         |
| 15 niedziela                            | 17                                      |                                         | Chińskie Tajpej                         | 19:11                                   | 348                                     | 1                                       | Botswana                                | Botswana                                | 25:5                                    | 336                                     | 2                                       | Austria                                 | Austria                                 | 17                                      | 334                                     | 3                                       |                                         |

## Wyniki zawodów
Medalowe miejsca zawodów przedstawiono w poniższej tabeli:

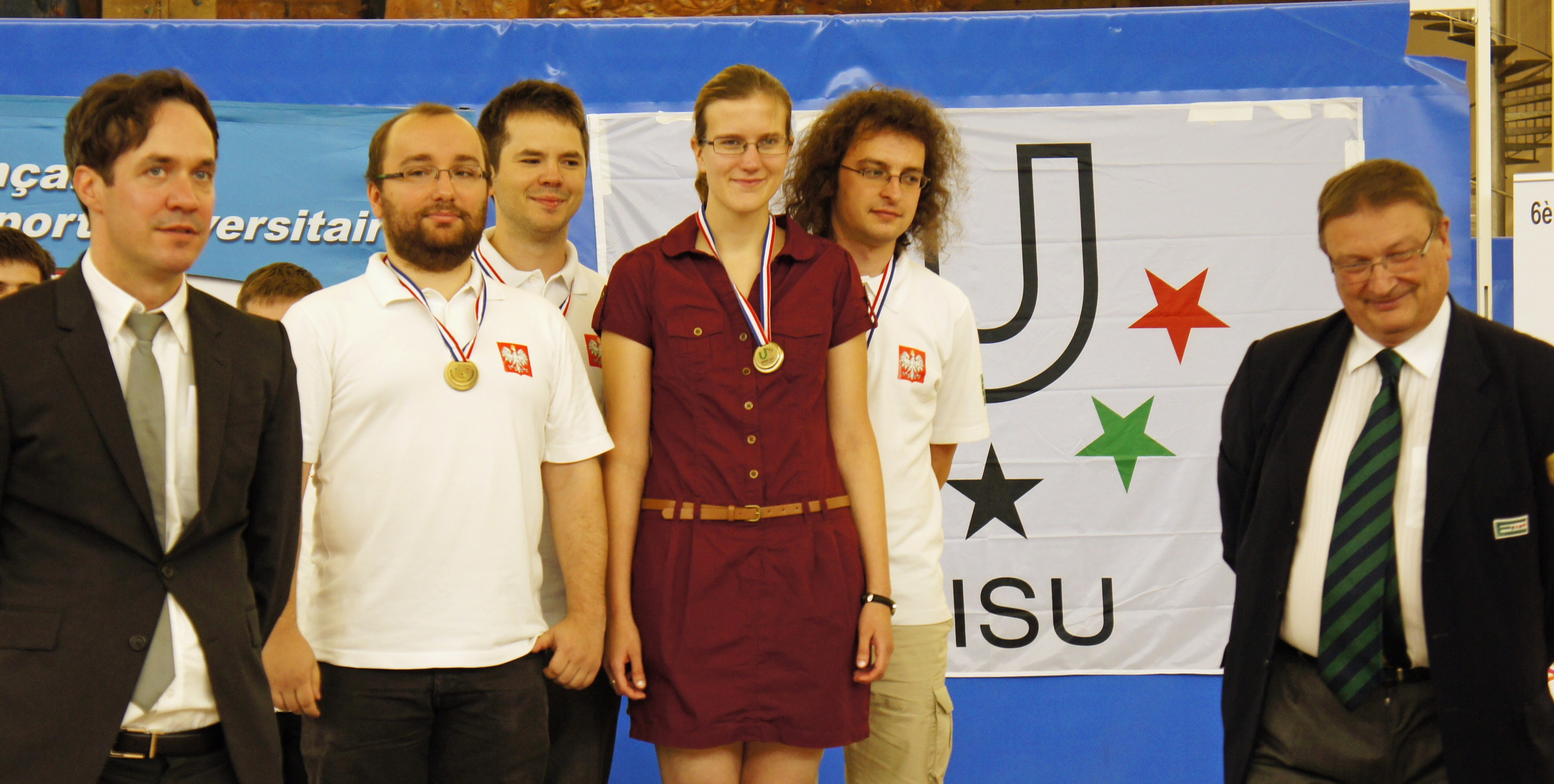
Brązowi medaliści 2012: Polska 2

| Miejsca medalowe | Miejsca medalowe | Miejsca medalowe | Miejsca medalowe                                                                                   |
| Miejsce          | Drużyna          | Drużyna          | Skład                                                                                              |
| ---------------- | ---------------- | ---------------- | -------------------------------------------------------------------------------------------------- |
| 1                | Polska           | Polska 1         | Maciej Bielawski, Bartłomiej Igła, Paweł Jassem, Piotr Tuczyński, Jakub Wojcieszek, Piotr Zatorski |
| 2                | Czechy           | Czechy           | Michal Kopecký, Lukáš Barnet, František Králík, Milan Macura                                       |
| 3                | Polska           | Polska 2         | Piotr Butryn, Piotr Nawrocki, Natalia Sakowska, Jan Sikora                                         |

### Miejsca drużyn polskich
Dwie polskie drużyny zajęły 1. oraz 3. miejsce. Po raz pierwszy w historii w tych zawodach medale zdobyły 2 drużyny polskie. Polska wygrała Akademickie Brydżowe Mistrzostwa Świata po raz trzeci (poprzednio w latach 2004 i 2010). Dla Piotra Zatorskiego był to trzeci występ na tych zawodach, w których uzyskał 2 złote medale.